# 联合国安全理事会第13号决议
联合国安理会13号决议是1946年12月12日在联合国安全理事会第83次会议上一致通过的。
决议决定向联合国大会推荐暹罗为联合国会员国。